# 注音符號歌 (趙元任)
《注音符號歌》，別稱《國音字母歌》、《ㄅㄆㄇㄈㄪ》，是由語言學家赵元任創作的歌曲，首見於1922年其撰寫的《國語留聲片課本》中，用於推廣注音符號與普及中華民國國語（老国音）。

## 概要
《注音符號歌》由語言學家趙元任創作，以「《國音字母歌》」之名首見於1922年其撰寫的《國語留聲片課本》中（部分來源誤稱創作於1927年）。《注音符號歌》為有鋼琴伴奏的單聲部歌曲，為降E大調，节拍為4/4，曲式為二段体，早期曾在小學生中傳唱，1934年上海百代公司出版的《新國語留聲機片》亦收錄此歌。《ㄅㄆㄇㄈㄪ》則為基於《注音符號歌》的曲調寫成的三部合唱曲版本，兩者幾乎一樣。
《注音符號歌》是趙元任所創作的社會教育歌曲之一，用以配合各種社會改革運動與教育政策，其他同類歌曲包括《聲母表歌》與《韻母表歌》等。《注音符號歌》中出現「ㄪ」、「ㄫ」、「ㄬ」三個於新國音中被廢除的聲母注音符號。趙元任曾於中央廣播電臺的廣播中與兩個女兒合唱《注音符號歌》。